# Clitocybe subdryadicola
Clitocybe subdryadicola är en svampart som beskrevs av Harmaja 1978. Clitocybe subdryadicola ingår i släktet Clitocybe och familjen Tricholomataceae.   Inga underarter finns listade i Catalogue of Life.